# Слобода (Довский сельсовет)
Слобода́ (бел. Слабада́) — деревня в Довском сельсовете Рогачёвского района Гомельской области Беларуси.
На западе граничит с лесом.

## География

### Расположение
В 28 км на северо-восток от районного центра и железнодорожной станции Рогачёв (на линии Могилёв — Жлобин), 92 км от Гомеля.

## Транспортная сеть
Транспортные связи по просёлочной, затем автомобильной дороге Рогачёв — Довск. Планировка состоит из прямолинейной улицы, близкой к широтной ориентации, которая пересекается 2 короткими улицами. Застройка двусторонняя, деревянная, усадебного типа.

## История
В 1791 году упоминается как деревня Сипоровка в составе имения Юдичи, в XIX веке — Сипоровская Слобода в Рогачёвском уезде Могилёвской губернии. С 1880 года действовал хлебозапасный магазин. В 1931 году организован колхоз. Согласно переписи 1959 года в составе экспериментальной базы «Довск» (центр — деревня Довск).

## Население
- 1925 год — 54 двора
- 1959 год — 406 жителей (согласно переписи)
- 2004 год — 72 хозяйства, 159 жителей
- 2019 год — 34 хозяйства, 75 жителей[2]